# Kurt Schrader (Politiker, 1949)
Kurt Schrader (* 13. November 1949 in Hachum, Gemeinde Evessen) ist ein deutscher Politiker (CDU). Er ist verheiratet und hat drei Kinder. 
Er machte eine Ausbildung zum Groß- und Außenhandelskaufmann und war bis 2003 als Polizeibeamter bei der Bereitschaftspolizei Braunschweig tätig.
Seit 1978 ist er Mitglied der CDU und ist inzwischen auch im Vorstand des CDU-Kreisverbandes Braunschweig tätig. Von 2003 bis 2008 war er Mitglied im Landtag Niedersachsen.
| Personendaten    | Personendaten                  |
| ---------------- | ------------------------------ |
| NAME             | Schrader, Kurt                 |
| KURZBESCHREIBUNG | deutscher Politiker (CDU), MdL |
| GEBURTSDATUM     | 13. November 1949              |
| GEBURTSORT       | Hachum                         |